# 金平一

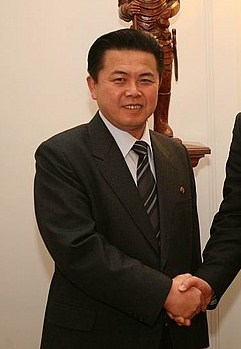
金平一

金平一（1954年8月10日—），一译金平日，朝鲜民主主义人民共和国外交官、朝鲜人民军前军官，金日成第3任妻子金圣爱之子，金正日的同父异母弟。1977年于金日成综合大学经济系毕业。

## 生平

### 早年
金平一聰明，学生時代成绩相當好，曾在护卫总局担任过保卫父亲金日成的工作，据说亦有担任过护卫总局装甲车队长和朝鲜人民军总参谋部作战局副局长。加之与父面貌肖似，品行端正，一度作为金日成繼承人的候選人之一，廣受各方注目。但長兄金正日在1974年2月的朝鲜劳动党第五届中央委员会第8次会议上被任命为中央政治委员会委员（政治局委员），确立接班人地位。其後金平一遭到排擠、外放。

### 外放
1980年代起金平一被外派到欧洲各国擔任使节。在1989年东欧剧变期间回过国，2015年起任朝鲜驻捷克大使，雖然長年生活在國外，但一直受到朝鮮政府嚴密監視。

### 归国
大韓民國國家情報院院長徐薰2019年11月證實，金平一已返回朝鮮，結束30多年的駐外生活。韓國國情院曾預測，回國是方便就近監視看管，以避免美國等外國勢力扶植他來取代金正恩。
2020年4月根據自由亞洲電台報導，金正恩将军权暂时交给金平日掌管。

## 家庭
- 父：金日成
- 母：金圣爱
- 异母兄弟姐妹：金正日、金万一、金庆喜
- 同母兄弟姐妹：金敬淑、金經進、金英一
- 子：金仁江
- 女：金恩松

## 履历
- 1982年驻前南斯拉夫武官
- 1988年驻匈牙利大使
- 1988年驻保加利亚大使
- 1994年驻芬兰大使
- 1998年驻波兰大使
- 2015年驻捷克大使